# Borsjtj
Borsjtj er en syrlig suppe, der er populær i flere østeuropæiske køkkener, heriblandt det ukrainske, russiske, polske, hviderussiske, litauiske, rumænske og Ashkenazi-jødiske. Den variant, der oftest forbindes med ordet på dansk er af ukrainsk oprindelse og anvender rødbeder som en af sine hovedingredienser, hvilket giver den en tydelig rød farve. Retten deler dog navn med en lang række forskellige syrligt-smagende supper uden rødbede, såsom skovsyre-baseret grøn borsjtj, rug-baseret hvid borsjtj, kålborsjtj, osv.
Borsjtj stammer fra en gammel suppe, der oprindeligt blev kogt på syltede stængler, blade og skærm fra almindelig bjørneklo, en urteagtig plante, der vokser på fugtige enge, og som gav retten dens slaviske navn. Med tiden udviklede den sig til en mangfoldig vifte af syrlige super, hvoraf den rødbedebaserede røde borsjtj er blevet den mest populære. Den laves normalt ved at kombinere kød eller fond af kraftben med sauterede grøntsager, som – udover rødbeder – ofte omfatter kål, gulerødder, løg, kartofler og tomater. Afhængig af opskriften kan borsjtj anvende kød eller fisk, eller være vegetarisk; den kan serveres varm eller kold; og den kan række fra en mættende enkeltstående gryderet til en delikat klar bouillon eller en forfriskende drik. Den serveres ofte med smetana eller creme fraiche, hårdkogte æg og/eller kartofler, men der findes et bredt udvalg af andre typer garnering og tilbehør, såsom uszka eller pampusjka, der kan serveres med suppen.
Suppen har spredt sig gennem Østeuropa og det tidligere Russiske kejserrige og - gennem udvandring - til andre kontinenter. I Nordamerika forbindes borsjtj ofte med enten jøder eller mennonitter, som er de grupper der som de første bragte det dertil fra Europa. I dag har flere etniske grupper erklæret borsjtj, i dens forskellige lokale udformninger, som deres egen nationalret og den indtages som en del af rituelle måltider indenfor både den ortodokse, græsk-katolske og romersk-katolske kirke samt i jødiske religiøse traditioner.
I 2022 kom den ukrainske variant på UNESCOs liste over immateriel kulturarv, der har brug for kritisk beskyttelse.

## Etymologi
Suppen er en fast bestanddel af den lokale kulinariske arv mange steder. Borsjtj kom til Tyrkiet med Den Hvide Hærs flugt til Konstantinopel efter nederlaget i den russiske borgerkrig og til Nordamerika og Storbritannien med slaviske og ashkenaziske indvandrere fra Central- og Østeuropa.
Navnet borsjtj stammer fra bjørneklo (russisk: Борщевик, tr. borsjtjevik). Gæret bjørneklo har tidligere været grundbestanddelen i en suppe lavet i Litauen, Polen og Rusland.

## Varm og kold borsjtj
Der er to vigtige varianter af borsjtj, normalt omtalt som varm og kold borsjtj. Begge er baseret på rødbeder, men er ellers tilberedt og serveret forskelligt.

### Varm borsjtj
Varm borsjtj, den mest populære i de fleste kulturer, er en solid suppe, der næsten altid er lavet på rødbeder. Den indeholder som regel rodfrugter, rødbeder og kartofler, men kan også indeholde kål, surkål, gulerødder, spinat og kød. Borsjtj bliver spist som et selvstændigt måltid eller som forret, tit med smetana (et østeuropæiske creme fraicheagtigt mejeriprodukt) og tykke skiver rugbrød til.

### Kold borsjtj
Kold borsjtj findes i mange forskellige kulturer. Som en traditionel europæisk kold suppe er den beslægtet med supper som den andalusiske gazpacho og den ungarske kolde tomat- eller agurkesuppe.

## Variationer på varm borsjtj
Der er mange nationale, lokale og religiøse variationer på den grundlæggende borsjtjopskrift:

### Hviderusland
I det hviderussiske køkken koges borsjtj (hviderussisk: Боршч) på tomater, eventuelt suppleret med rødbeder. Den serveres varm med smetana og pampusjki.

### Litauen
I det litauiske køkken koges borsjtj (litauisk: barščiai) på svinekød, rødbeder og hvidkål, der tilsættes ofte tørrede Karl Johan. Den serveres med kødstykker i suppen, altid varm og med smetana.

### Polen
I det polske køkkens grundlæggende borsjtj (polsk: barszcz) opskrift indgår rødbeder, løg, hvidløg og andre grøntsager såsom gulerødder og selleri eller persillerod. Ingredienserne koges ud til en bouillon, som efter at være siet kan drikkes af kopper. Nogle opskrifter omfatter bacon, som giver suppen en karakteristisk røget smag.
Andre versioner omfatter kød og udskårne grøntsager af forskellig slags, hvor rødbeder ikke er de vigtigste. Denne variation af borsjtj bliver ikke siet. Sådanne supper kan udgøre et hovedmåltid som spises først på eftermiddagen.
En strengt vegetarisk version af borsjtj er traditionelt den første ret juleaften (surkål kan tilsættes, afhængigt af familiens traditioner). Serveres med uszka (dansk: "små ører"), små dejpakker med svampefyld.
Ud over de rødbedebaserede supper laver polakker barszcz biały (dansk: hvid borsjtj). Den er lavet på en base af gæret rug, som regel tilsat en bouillon kogt på polske pølser og peberrod og serveres varm tilsat hakkede hårdkogte æg med skiver af rugbrød til.

### Rumænien
I det rumænske køkken er borsjtj (rumænsk: borș) navnet på alle sure supper. De er som regel tilberedt med gæret hvedeklid, der giver den syrlige smag, rug og sukkerroer. En fast ingrediens er løvstikkeblade, som giver en speciel kraftig smag. På rumænsk benyttes også navnene borș rusesc (dansk: russisk borsjtj), borș de sfeclă (dansk: rødbedeborsjtj), ciorbă, zeamă og acritură.

### Aserbajdsjan
I det aserbajdsjanske køkken serveres borsjtj typisk med yoghurt naturel på toppen, snarere end smetana.

### Dukhoborer
Dukhoborerne, en russisk sekt med gnostiske træk, der blandt andet er kendt for at være vegetarer, koger borsjtj på kål, men også indeholdende også rødbeder, kartofler, tomater, dild og porrer. Der tilsættes tyk fløde, som gør suppen orangefarvet.

### Mennoniter
I det mennonittiske køkken findes – ud over den "traditionelle" varme borsjtj – også "sommer-borsjtj", der er kogt på svinekød, normalt pølser, og indeholder rødbeder, kartofler, dild og pølserne.

### Kina
I det kinesisk køkken laves borsjtj (kinesisk: 罗宋汤) af tomater i stedet for rødbeder. Suppen er kogt på oksekød og indeholder også kål, kartofler, peberfrugt og gulerødder.

### Heilongjiang-provinsen (Kina)
I det nordlige Kina, i og omkring byen Harbin i Heilongjiang-provinsen, et område med en lang historie for samhandel med Rusland, er borsjtj kendt som hóngtāng (dansk: "den røde suppe") og er hovedsageligt lavet med rødkål.

## Variationer på kold borsjtj
Der er mange varianter af kold borsjtj. Én er lavet med den milde russiske gærede drink kvas. En anden indeholder tomatskiver.

### Litauen
I det litauisk køkken laves šaltibarščiai af revne rødbeder der sammen med rødbedetoppen (hvis man har den) koges i kødsuppe. Alternativt kan anvendes hakkede syltede rødbeder i en kødsuppe. Efter nedkøling blandes suppen med smetana, (i andre lande kan det være kefir eller yoghurt). Suppen tilsættes rå hakkede radiser eller revne agurker og krydres med dild eller persille. Den serveres med varme kogte kartofler, kold smetana og hakkede hårdkogte æg, eventuelt også med rugbrødsskiver.